# Pollhöfen
Pollhöfen ist ein Ortsteil der Gemeinde Ummern im Landkreis Gifhorn in Niedersachsen.

## Beschreibung
Am 1. März 1973 wurde die Gemeinde Pollhöfen in die Gemeinde Ummern eingegliedert. Am 1. März 1974 wechselte Pollhöfen durch das „Gesetz zur Neugliederung der Gemeinden im Raum Gifhorn“ vom Landkreis Celle in den Landkreis Gifhorn.
Pollhöfen, in dem rund 300 Einwohner ihren Wohnsitz haben, verfügt über ein Dorfgemeinschaftshaus. Der Friedhof, auf dem sich auch das Kriegerdenkmal befindet, wird von der Samtgemeinde Wesendorf getragen. Die Musik-Scheune Pollhöfen bietet Bands eine Plattform für Auftritte. Die Schule besteht nicht mehr, die einzige Gaststätte (Postkrug) wurde 1992 geschlossen. Einkaufsmöglichkeiten des täglichen Bedarfs sind in Pollhöfen nicht vorhanden. Das Vereinsleben, mit Ausnahme der 1935 gegründeten Freiwilligen Feuerwehr und dem Landvolk, findet überwiegend gemeinsam mit Ummern statt, unter anderem in der 1908 gegründeten Kyffhäuser-Kameradschaft Ummern-Pollhöfen e. V. Eine Buslinie der Verkehrsgesellschaft Landkreis Gifhorn führt von Pollhöfen bis nach Groß Oesingen, Ummern, Wahrenholz und Wesendorf. Evangelisch-lutherische Einwohner gehören zur Kirchengemeinde in Hohne, Katholiken zur Kirche Mariä Himmelfahrt (Wesendorf).